# Javier Enríquez Serralde
Javier Enríquez Serralde (Ciudad de México, 1955) médico y escritor mexicano. 

## Biografía
Javier Enríquez Serralde (Ciudad de México, 1955) se graduó como médico cirujano en la Universidad La Salle, México. Después de su especialidad, realizó estudios de postgrado en Londres y un doctorado en Cornell University, N.Y. Tras una larga carrera académica y de investigación científica en Estados Unidos, acompañada de numerosas publicaciones, ha sido ejecutivo de empresas farmacéuticas en América y Europa, dedicado a la investigación clínica.
Su obra literaria es de un estilo único. Su compleja narrativa, detallada en www.comoseteocurrio.com, contiene múltiples sedimentos lingüísticos e innumerables neologismos que ilustran sentimientos, dimensiones y tiempos nunca antes definidos ni descritos.

## Obra
Es autor de Las Primas Segundas (1997), Las Segundas Trinas (2000), Las Trinas Cuadras (2013) y el Lexinario, Diccionario de lo Inefable (2013) que incluye y define 3.213 neologismos con más de 4.500 acepciones de los miles de palabras inventadas que ha acuñado en sus novelas.